# Pseudorthocladius curticornus
Pseudorthocladius curticornus är en tvåvingeart som beskrevs av Ole Anton Saether och James E. Sublette 1983. Pseudorthocladius curticornus ingår i släktet Pseudorthocladius och familjen fjädermyggor.
Artens utbredningsområde är Tennessee. Inga underarter finns listade i Catalogue of Life.